# Josef Pavlát
Josef Palát (27. listopadu 1914 Leskové – 3. září 1942 Plymouth) byl český letecký mechanik 312. československé stíhací perutě.

## Život

### Před druhou světovou válkou
Josef Pavlát se narodil 27. listopadu 1914 v osadě Leskové spadající pod Velké Karlovice na Valašsku jako nejstarší z deseti dětí v rodině sklářského dělníka Josefa Pavláta a jeho ženy Mariany, rozené Mužíkové. Vyučil se strojním zámečníkem a pracoval u firmy Baťa ve Zlíně a Napajedlech. Prezenční vojenskou službu nastoupil 13. března 1936, dne 1. října téhož roku byl převelen k 401. dělostřeleckému oddílu do Olomouce, kde se jeho kvalifikací stala ochrana a použití chemických látek v dělostřeleckém střelivu. Službu po prodloužení z důvodu událostí roku 1938 ukončil 1. března 1939.

### Druhá světová válka
Po německé okupaci v březnu 1939 opustil Josef Pavlát ilegálně Protektorát Čechy a Morava a přes Polsko se dostal do Francie, kde 4. března 1940 v Marseille vstoupil do cizinecké legie. Po pádu Francie v červnu téhož roku se evakuoval do Spojeného království, kde byl přijat do Royal Air Force a jako letecký mechanik zařazen k 312. československé stíhací peruti. Dne 16. srpna 1942 utrpěl lehký úraz pravé nohy po sklouznutí z křídla letounu Supermarine Spitfire. Kvůli přetrvávajícím bolestem byl následně převezen do nemocnice Britského královského námořnictva ve Ford Park Road v Plymouthu, kde mu byla během operace diagnostikována prudká a nevyléčitelná forma leukemie spuštěná výše zmíněným zraněním. Dne 3. září zemřel na následky sepse způsobené pokročením nemoci. Dva dny před smrtí byl povýšen do hodnosti rotného. Pohřben byl 7. září 1942 na hřbitově Ford Park v Plymouthu.

## Posmrtná cenění
- V roce 1947 byl Josefu Pavlátovi in memoriam udělen Československý válečný kříž 1939 a dále Pamětní medaile československé armády v zahraničí
- Josef Pavlát byl in memoriam povýšen do hodnosti majora